# Zaynab bint Jahš
Zaynab bint Jahš (590, Mekka – 641, Medína) byla sestřenice a manželka islámského proroka Mohameda. Mezi muslimy je považována za Matku všech věřících. Dřív byla provdána za adoptivního syna Mohameda, Zayd ibn Haritha al-Kalbi.

## Mládí
Otcem Zaynab byl Jahš ibn Riyab, imigrant z kmene Banu Asada ibn Khuzaymaha, který se usadil v Mekce pod ochranu kmene Umajjovců. Její matka byla Umayma bint Abd al-Muttalib, členka kmene Hašim pod vedením Kurajšovců, která byla sestrou otce proroka Mohameda. Ona a jejích pět sourozenců byli sestřenice a bratranci Mohameda.
Zaynab byla údajně výbušná, ale uměla se rychle uklidnit. Byla zručnou zpracovatelkou kůží. Celý život se této práci věnovala, i když nepotřebovala peníze.
Jméno jejího prvního manžela není známo; ví se, že zemřel roku 622. V té době se Zaynab stala muslimkou a doprovázela svého bratra Abdullaha při Hidžře do Medíny.

## Druhé manželství
Okolo roku 625 ji prorok Mohamed zasnoubil se svým adoptivním synem Zayd ibn Harithahem. Zayd se narodil v kmeni Kalb, ale už jako dítě byl unesen otrokáři. Byl prodán synovci Chadídži, který jej daroval proroku Mohamedovi jako svatební dar. Po několika letech jej Mohamed pojal za svého syna.
Zaynab, podporovaná svým bratrem Abdullahem, nejdříve odmítala tyto zásnuby, jelikož byla vdovou po Kurajšovcích. Tím dávala najevo, že má vyšší postavení a není možné, aby byla provdána za bývalého otroka.
Zaynab se nakonec za Zayda provdala. Mohamed jim při svatbě vyplatil 160 zlatých a daroval jí plášť a závoj.

### Rozvod
Manželství trvalo méně než dva roky.
Historik z 9. století al-Tabari podává dvě různá vysvětlení, proč Mohamed navštívil dům Zayda. Vlasová záclona, která sloužila jako Zaydovy vstupní dveře, byla odváta stranou a náhodně odhalila Zaynab oblečenou pouze ve spodním prádle. Zaynab vstala, aby se oblékla, a řekla Mohamedovi, že Zayd není doma, ale i tak je vítán na návštěvě. Přesto však Mohamed nepřekročil práh domu.
Když se Zayd vrátil domů, Zaynab mu řekla, co se stalo. Zayd odešel za Mohamedem a sdělil mu, že o jeho návštěvě ví, že ale nevěří verzi své ženy, rozvede se s ní a přenechá mu ji. Mohamed ale nesouhlasil a verzi Zaynab potvrdil. Mezi manželi i přesto započal konflikt a Zaynab vyhodila Zayda ze společné ložnice.
Tato verze příběhu je ale popírána většinou muslimských duchovních, jelikož příběh nemá žádnou posloupnost a také není podepřen žádným z hadísů. Někteří komentátoři Koránu pak pokládají za nemožné, že by Mohamed záměrně rozvedl Zaynab kvůli její kráse, aby ji měl pro sebe, jelikož by si jinak sám vzal hned.
Historikové také tvrdí, že se příběh o lásce mezi Mohamedem a Zaynab vznikl asi jedno století po smrti Mohameda, a tak není příliš pravděpodobné, že by byl pravdivý.
Zayd se rozvedl se Zaynab v prosinci roku 626, důvod však zůstává neznámý.

## Manželství s Mohamedem
Mohamed předpokládal, že bude velmi kritizován, pokud se se Zaynab ožení. Islám dokonce zakazuje sňatek mezi otcem předchozího manžela s jeho ženou. Arabská společnost takový svazek považovala za hluboce nesprávný; protože považovali adoptovaného syna za skutečného „syna“ a i když byla Zaynab se Zaydem rozvedená, tento svazek byl považován za incest. O tomto vnitřním konfliktu pojednává Korán v kapitole 33:3.
Mohamed však měl o Zaynab velký zájem a rozhodl se prolomit dosavadní arabské zvyky. Podle islámu v té době nebyl status adopce znám. Zayd navíc užíval jméno Zayd ibn Harithat (syn Harithata), nikoliv ibn Mohamed (syn Mohameda).
Před vznikem islámu Arabové považovali adoptované děti jako své biologické a to i včetně práva na dědictví.
Po sňatku tyto děti ztrácely nárok na dědictví, jelikož pro sebe získaly jiného živitele a poté byly znovu považovány za děti svých biologických rodičů. Po dosažení puberty nemohly žít se svou adoptivní rodinou a bylo nutné je s někým zasnoubit. Důvodem bylo, aby se předešlo nenávisti mezi biologickými a adoptivními dětmi. V případě žen také šlo o to, aby se nikdo ze sourozenců, ani adoptivní otec, s dospívající cizí ženou nezapletli.
Kritikové Mohameda a islámu poukazují na to, že i když se Mohamed považoval za prvního a nejsprávnějšího muslima, dal přednost svým touhám před zákony Alláha. Někteří muslimští historici pochopili rozpor mezi Mohamedovými soukromými myšlenkami a jeho vyjádřenými slovy, které se nevztahují na touhu vzít si Zaynab, ale pouze na prorocké předpovědi, že k svatbě dojde.

### Svatba
Mohamed se se Zaynab oženil ihned, jakmile jí skončila po rozvodu čekací lhůta, tedy 27. března 627. Přišel do jejího domu bez zaklepání, aniž by jej čekala. Jelikož ji opět zahlédl méně oblečenou, Zaynab se sama začala dožadovat sňatku, aby je oba dva Alláh neuvrhl v nemilost.
Mohamed dal jako věno Zaynab 400 zlatých. Později pro ni uspořádal svatební hostinu a porazil ovci. Anas ibn Malik uvedl ve svých spisech, že se hostiny účastnilo více než 70 lidí a že žádná z Mohamedových žen tak velkou svatbu neměla.

### Život v Medíně
Aiša věřila, že Mohamedovy nejoblíbenější manželky hned po ní jsou Zaynab a Umm Salama. Řekla o ní: "Zaynab se mi vyrovnala krásou a Prorokovou láskou k ní." Umm Salama o ní řekla: "Alláhův posel ji měl rád a proto ji nenechal po rozvodu samotnou." Při dvou příležitostech, když Mohamed rozdělil dar jídla mezi všechny své manželky, Zaynab byl s její částí nespokojena a poslal mu ji zpět.
Zaynab bránila Aišu, když byla obviněna z cizoložství. Mohamed se jí zeptal, jestli o tom něco ví, a Zaynab odpověděl: "Ó posle Alláha! Netvrdím, že slyším nebo vidím něco, co jsem neslyšela nebo neviděla. Při Alláhu nevím o Aiše nic jiného než že překypuje dobrotou."
Zaynab měla pověst usilovně modlící se ženy. Během nočních modliteb si v mešitě pověsila provaz, aby se jej mohla držet v případě, že by byla příliš unavená, aby vydržela stát. Jakmile si provazu všiml Mohamed, sundal jej a nařídil jí, aby v případě únavy seděla.

## Pozdější život
Po smrti Mohameda Zaynab nikdy neopustila Medínu. Byla vdovou 9 let a během nich sepsala jedenáct hadísů.
Nadále pokračovala ve své práci s kůžemi a všechny své výdělky věnovala charitě. I když jí nový chalífa Umar posílal penzi 12 000 zlatých, stejně jako všem vdovám po Mohamedovi, Zaynab všechny peníze rozdala chudým rodinám v Medíně. Po její smrti nebyla v jejím domě nalezena jediná mince.

## Smrt
Zaynab zemřela během chalífátu Umara v létě roku 641 a stala se tak první jeho vdovou, která zemřela po jeho smrti. Bylo jí 51 let.